# اس‌تی‌اس-۲۹
اس‌تی‌اس-۲۹ (انگلیسی: STS-29) یکی از ماموریت‌های برنامه شاتل‌های فضایی بود که در تاریخ ۱۳ مارس ۱۹۸۹ از پایگاه فضایی کندی به فضا پرتاب شد. این مأموریت حدوداً ۵ روزه توسط شاتل دیسکاوری انجام گرفت و هدف اصلی آن نصب ماهواره تی‌دی‌آراس-۴ در مدار خود بود.

## نگارخانه

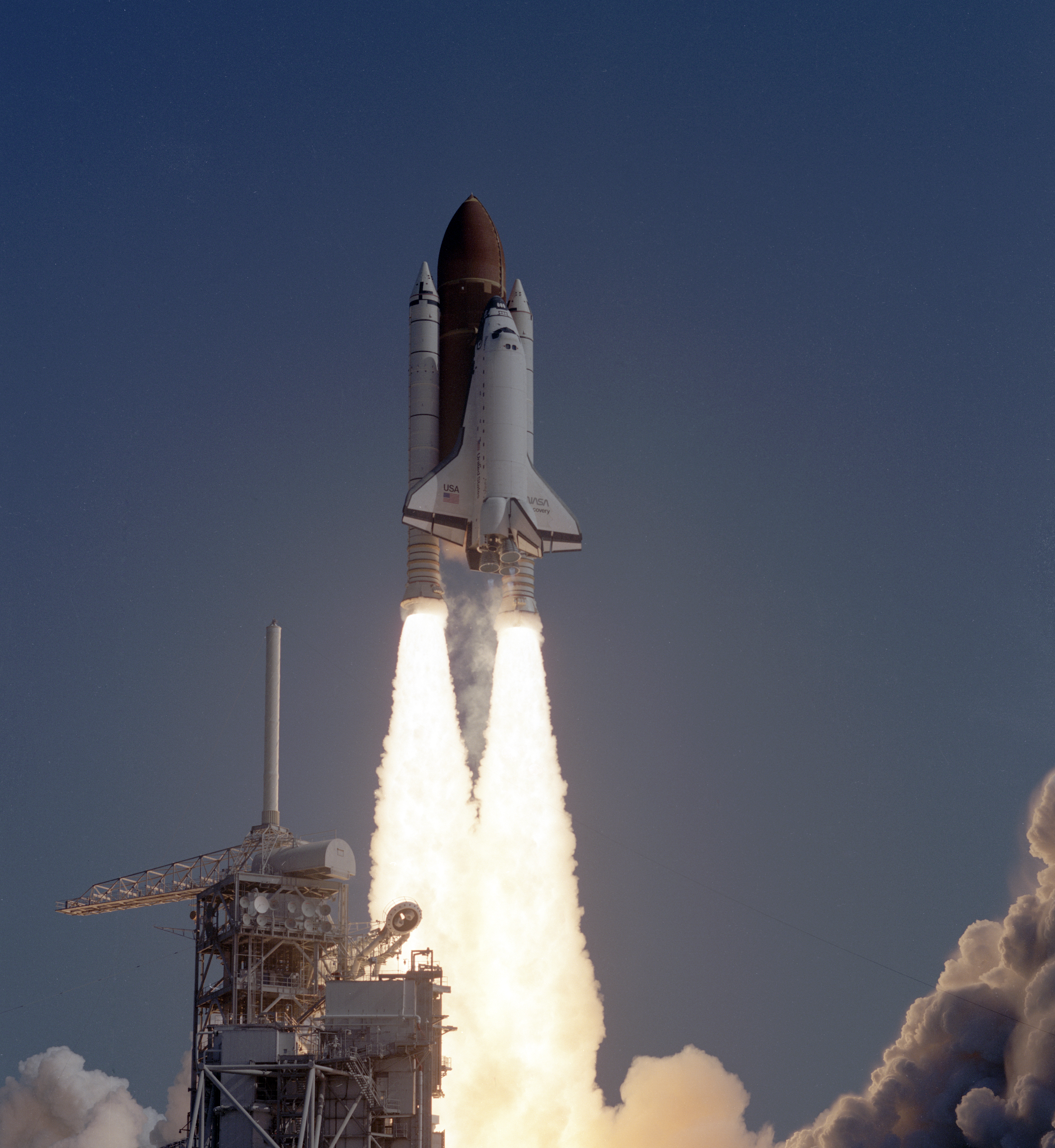
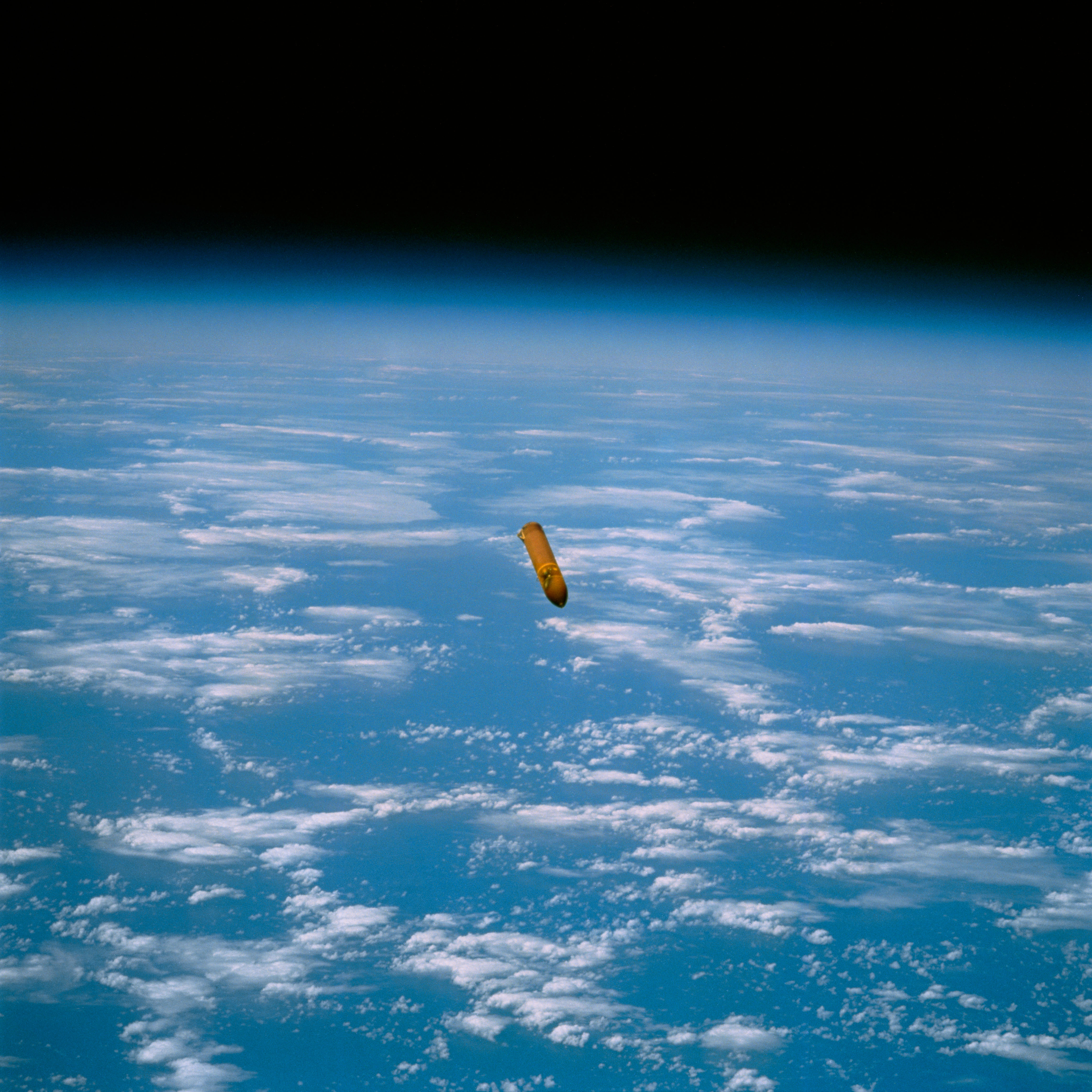
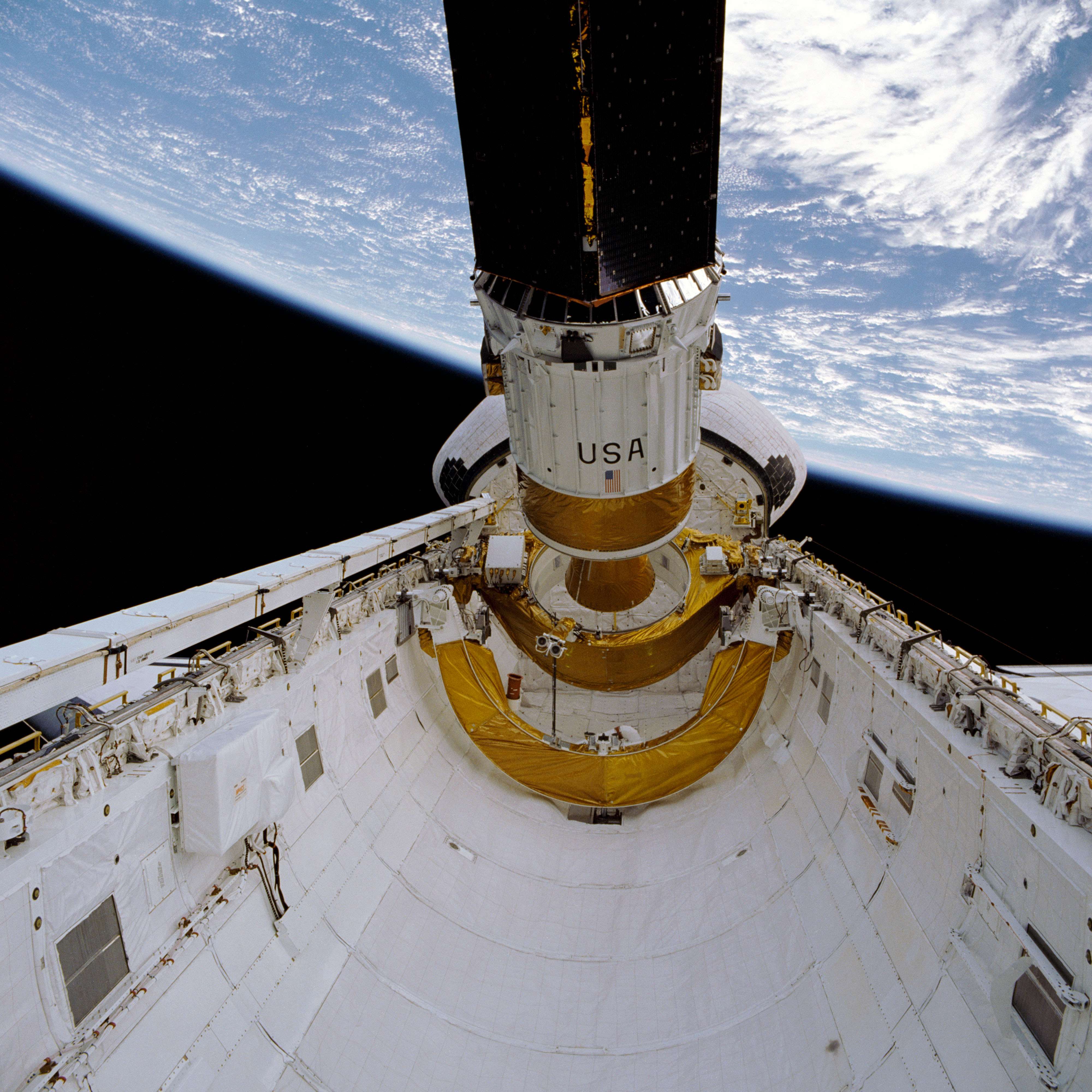
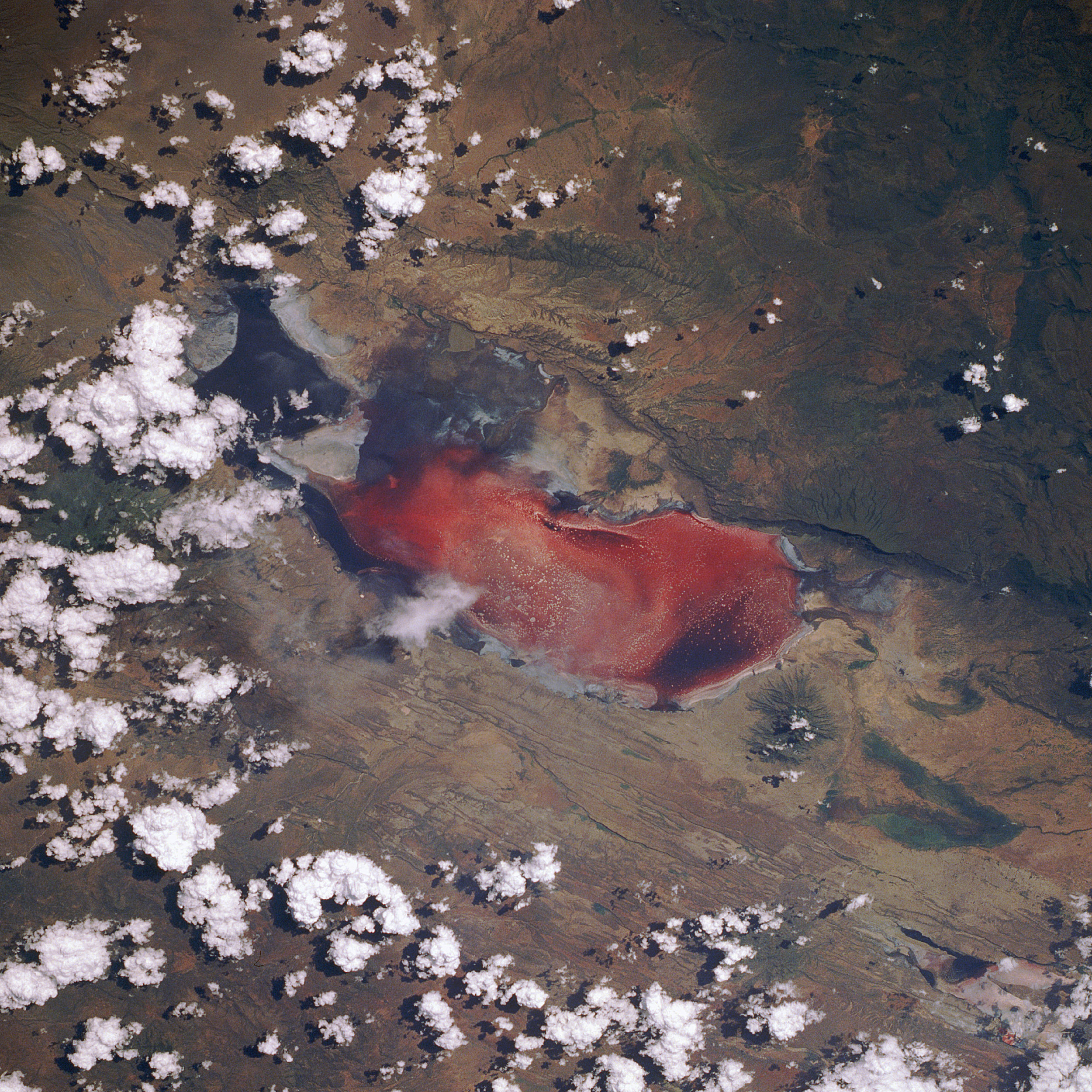